# سلطان‌علی کشتمند
سلطانعلی کشتمند، (زاده ۲۲ مه ۱۹۳۵ در کابل)، سیاستمدار هزاره است. او اولین هزاره‌ای است که در دو دوره به مقام نخست‌وزیری افغانستان می‌رسد (دهه ۸۰)، دورهٔ حکومت ببرک کارمل ۱۹۸۱ الی ۱۹۸۸ و دورهٔ حکومت نجیب الله ۱۹۸۹ الی ۱۹۹۰.

## زندگی‌نامه
سلطان‌علی کشتمند، فرزند نجف علی در سال ۱۳۱۴ (خورشیدی) در چهاردهی کابل در خانواده‌ای کشاورز هزاره به دنیا آمد. اجداد او از هزاره‌های دایمیرداد و فولادی بودند که در زمان نسل‌کشی هزاره‌ها توسط عبدالرحمان از آنجا به کابل رانده شده بودند. وی دربارهٔ تحصیلات خود در کتاب خویش تحت عنوان یادداشت‌های سیاسی و رویدادهای تاریخی دربارهٔ تحصیلات خود می‌نویسد:
"پدرم مانند پدرکلان و نیکه‌هایم کشاورز بود. پدر و مادرمان علاقه‌مند بودند علی‌رغم دشواری‌های مالی و دوری راه، فرزندان ایشان تحصیل نمایند. چنان‌که به همت ایشان من، برادران و خواهرانم موفق شدیم تا درجهٔ لیسانس و بالاتر از آن تحصیل نماییم."
او توانست که با پشتکار فراوان تحصیلات متوسطه را پشت‌سر گذاشته و برای تحصیلات عالی وارد دانشگاه کابل شود. وی در رشتهٔ اقتصاد و حقوق تحصیل نموده پس از فارغ‌التحصیلی به‌عنوان آموزگار استخدام شد. با این حال وی علاقه‌ش را به مسائل سیاسی نشان می‌داد. او خاطرات تلخی را از زندگی نوجوانی خود بیان می‌کند که در تدوین شخصیت سیاسی‌اش نقش داشته‌است:
"… من شاهد زحمت کشی‌ها و عرق‌ریزی‌های کشاورزان و دهقانان از یک‌سو و حرص صاحبان اراضی و سودخواران از سوی دیگر بودم. من رنج و بدبختی‌های مردمان زحمتکش هزاره را با قلب و وجدان خود احساس کرده‌ام و این منبع کار و الهام، برای مبارزات بعدی من بوده‌است."
بعد از مدتی وی کارمند وزارت معادن و صنایع می‌شود و هم‌زمان برای مجلات و روزنامه‌ها مقالات سیاسی و اقتصادی می‌نوشت. او به اتفاق ببرک کارمل، میراکبر خیبر، نورمحمد تره‌کی، دستگیر پنجشیری، طاهر بدخشی، شهرالله شهپر، نوراحمد نور و صالح محمد زیری حزب دموکراتیک خلق افغانستان را تشکیل داده و از اعضای دائمی حزب، در نشست کمیتهٔ مرکزی تعیین می‌گردد. بعد از انشعاب حزب به دو جناح خلق و پرچم، وی به جناح پرچم با رهبری ببرک کارمل می‌پیوندد. در سال ۱۹۶۵ او کاندیدای پارلمان شده اما موفق به راه یافتن به پارلمان نمی‌شود. بعد از کودتای ۱۹۷۸ وی تنها عضو حزب از جناح پرچم بود که به‌عنوان وزیر پلان در کابینه نورمحمد تره‌کی باقی‌ماند. بقیهٔ اعضای جناح پرچم با بدگمانی‌های حفیظ‌الله امین به‌عنوان سفیر از افغانستان دور ساخته شده یا از وظایف شان برکنار شدند. هنوز یکسال از کار وی به‌عنوان وزیر پلان نگذشته بود که بخاطر دیدگاه‌های سیاسی‌اش مورد غضب امین و تره‌کی قرار گرفته، بدون هیچ جرمی بعد از شکنجه‌های وحشتناک به زندان انداخته شد. او به اعدام محکوم شد اما بخاطر فشار شوروی حکم اعدام وی معاف شده، به بیست سال زندان محکوم می‌شود. بعد از تسلط شوروی که ببرک کارمل از جناح پرچم به قدرت می‌رسد او را پس از مدت ۱۷ ماه زندان آزاد می‌کند. پس از رهایی از زندان، او به‌طور موقت به عنوان رئیس رادیو و تلویزیون ملی افغانستان، معاون صدراعظم و در نهایت برای نخستین‌بار در تاریخ افغانستان به‌عنوان یک هزاره صدراعظم افغانستان می‌شود. او به‌عنوان اقتصاددان طرح‌های بزرگ زیربنایی، اصلاحات در دستگاه حکومت، سیستم آموزش و پرورش، برنامه‌های بهداشتی، اصلاحات ارضی و خدمات عمومی را به اجرا گذاشته و در شرایط وخیم سیاسی آن زمان توانست اقتصاد کشور را از تورم بالا نجات دهد. وقتی در سال ۱۹۹۰ محمد نجیب‌الله او را از مقام صدارت عزل کرد و محمدحسن شرق را به جایش منصوب کرد، تورم بالا رفت و بحران اقتصادی عظیمی کشور را فراگرفت. نجیب‌الله مجبور شد سلطان علی کشتمند را دوباره به مقامش برگرداند و او در دوران دوم صدارت خود وضع اقتصادی را بهبود داد. در سال ۱۹۹۱ سوءقصدی برای ترور وی انجام گرفت اما او جان بدر برد؛ کشتمند هر روز در مسجد امام حسن مجتبی واقع در غرب کابل سخنرانی داشت، پس اتمام سخنرانی وقتی سوار موتورش می‌شد در میان جمعیت گلوله‌ای به وی شلیک شد که گردن وی وارد شده و از شقیقه‌اش خارج شد. وی برای درمان کامل خود چندین‌بار تحت جراحی قرار گرفت. پس از این سوءقصد نافرجام، وی استعفانامه‌اش را تحویل رئیس‌جمهور نموده و برای تداوی به مسکو رفت. در سال ۱۹۹۲ نخست‌وزیر وقت بریتانیا جان میجر به وی پناهندگی سیاسی داد. از آن زمان تاکنون وی با خانواده خود در لندن زندگی می‌کند.

## فعالیت‌های سیاسی
پس از کودتای ۱۹۷۸ که به رهبری بخش نظامی جناح خلق و به دستور حفیظ‌الله امین انجام شد، نور محمد تره‌کی به قدرت رسید اما قدرت اصلی در دست حفیظ‌الله امین بود. در این میان پست وزارت پلانگذاری به سلطان‌علی کشتمند سپرده شد. در آگست ۱۹۷۸، نورمحمد تره‌کی و حفیظ‌الله امین با ادعای کودتا کشتمند را به‌زندان انداخته و شکنجه‌های بسیار نمود. او خود می‌نویسد:
من مات و مبهوت به این فکر بودم که چطور در مدت کم سه ماه، این رژیم انواع وحشتناک ترفندهای شکنجه را اختراع کرده‌است، اگر آنها همین فکر خود را در آبادی مملکت به کار می‌انداختند اکنون افغانستان چهره دگرگونی داشت. یکی از آن ترفندها که مرا بسیار اذیت می‌نمود، از این قرار بود: ابتدا سیم تلفن را به انگشت‌های شصت پایم وصل می‌کردند و سپس دسته تلفن را می‌چرخاندند، سوز و دردی که از جریان برق آن بوجود می‌آمد احساس می‌کردم صد بار آب جوش بالای سرم ریخته‌اند.
اجرای حکم اعدام وی با مخالفت کمیته مرکزی حزب کمونیست مسکو روبرو شد، آنها امین را مجبور کردند جای اعدام را به ۲۰ سال زندان بدهد.
پس از یکسال زندان، شوروی مجبور به کنار زدن امین شد، و پس از تهاجم به افغانستان، ببرک کارمل را که در یوگسلاوی به‌سر می‌برد به قدرت رساند.
در سال ۱۹۸۰، در حکومت کارمل اختلافات حزب با برکناری اسدالله سروری از پست نخست‌وزیری و منصوب نمودن سلطان‌علی کشتمند به‌جای او، بالا گرفت. اما کشتمند به زودی به یکی از رهبران مهم رژیم تبدیل شد و دامنه اختلافات پایین گرفت.
در سپتامبر ۱۹۸۷، حکومت حلقات بزرگ دانشجویی مردمان هزاره را حمایت نموده به آنها اختیارات زیادی داد. کشتمند در سخنرانی خود به آنها گفت که حکومت ولایات جدیدی را در هزاره‌جات خواهد ساخت که مردم محلی آن را اداره کنند.

## پایان قدرت
پس از سرنگونی و پناهنده‌شدن نجیب‌الله به دفتر سازمان ملل کابل، کشتمند نخست به روسیه و سپس به انگلستان پناهنده شد. در انگلستان وی به یکی از مدافع سرسخت حقوق هزاره‌ها و دیگر ملیت‌ها تبدیل گشت. او از قدرت‌طلبی آشکار اکثریت پشتون‌ها شکایت می‌کند، وقتی در کودتای داوودخان رژیم شاهی از بین رفت، وی ابراز داشت: برادران، امروز پس از پنج قرن حاکمیت پشتون‌ها، سلطنت شان از بین رفت.